# Церковь Серафима Саровского (хутор Островского)
Церковь Серафима Саровского (Храм Преподобного Серафима Саровского, Серафимовский храм) — православный храм в хуторе Островского Ростовской области; Ростовская и Новочеркасская епархия, Аксайское благочиние. 
Адрес: 346705, Ростовская область, Аксайский район, хутор Островский, улица Седова, 2/1.

## История
Приход храма Преподобного Серафима Саровского в хуторе Островском был основан по ходатайству его жителей. В феврале 1994 года приходу был безвозмездно передан «Дом строителей» площадью 122 м², находящийся в запущенном состоянии. В последующие годы здание было отремонтировано и стало соответствовать требованиям Русской Православной Церкви.
В 2006 году проводился косметический ремонт храма. В 2007 году начался его основательный ремонт — были заменены полы, покрашена крыша, проведено водяное отопление и канализация, выполнен ремонт внутренних помещений и отделка внешних стен. В 2009 году ремонт был завершён.
Настоятелем Серафимовского храма в настоящее время является иерей Валерий Дмитриевич Гальченко.

## Духовенство
- Настоятель храма - иерей Валерий Гальченко[5]